# Melittia aureosquamata
Melittia aureosquamata là một loài bướm đêm thuộc họ Sesiidae. Nó được tìm thấy ở Malawi, Nam Phi và Zambia.